# Axbridge
Axbridge – miasto w Wielkiej Brytanii, w Anglii w hrabstwie Somerset (dystrykt Sedgemoor), u podnóża wzgórz Mendip, niedaleko Cheddar.

## Historia
Miasto powstało w czasach panowania Rzymian, o czym świadczą wykopane naczynia kamienne. Brało udział w wojnach wikingów z Anglo-Saksonami - było elementem systemu obrony. W czasach nowożytnych znaczenie miasta osłabło, w XIX w. niewielki ośrodek wydobycia rud żelaza.

## Zabytki
Kościół parafialny św. Jana z XIII w. – zabytek klasy I